# Hermen Overweg
Hermen Gerrit Overweg (Kampen, 29 december 1943) is een Nederlands politicus van de PvdA.
Hij begon zijn loopbaan in 1964 als journalist bij de Zwolsche Courant in zijn geboorteplaats waar hij tweeënhalf jaar gewerkt heeft. Overweg was waarnemend chef van het bureau voorlichting van de provinciale griffie van Overijssel toen hij in september 1975 op 31-jarige leeftijd burgemeester werd van de toenmalige Drentse gemeente Diever. Hij volgde daar Kees Meijboom op die daar in 1939 al als burgemeester benoemd was. In december 1991 volgde zijn benoeming tot burgemeester van Doesburg wat hij tot zijn pensionering in december 2008 zou blijven. Vanaf 1 december 2010 tot 1 september 2011 was hij waarnemend burgemeester van Oldebroek.
Naast zijn burgemeesterschap heeft hij ook maatschappelijke functies gehad. Zo was Overweg van 1976 tot 1984 voorzitter van de Nederlandse Vegetariërsbond en van 2000 tot 2005 voorzitter van de Nederlandse Klokkenspel-Vereniging.